# Karsten Wildberger
Karsten Wildberger (ur. 5 września 1969 w Gießen) – niemiecki fizyk i menedżer, od 2025 minister cyfryzacji i modernizacji państwa w rządzie Friedricha Merza.

## Życiorys
Studiował fizykę na Uniwersytecie Technicznym w Monachium oraz w RWTH Aachen, uzyskując magisterium w tej dziedzinie. Doktoryzował się w dziedzinie fizyki ciała stałego w RWTH Aachen i Forschungszentrum Jülich. Ukończył także studia podyplomowe MBA w INSEAD w Fontainebleau.
W 1998 podjął pracę jako konsultant w Boston Consulting Group. W latach 2003–2006 pełnił różne funkcje kierownicze w T-Mobile w Wielkiej Brytanii i Niemczech, doszedł do stanowiska wiceprezesa wykonawczego ds. zarządzania kanałami sprzedaży. W latach 2006–2011 zajmował dyrektora finansowego i dyrektora ds. handlowych w Vodafone w Rumunii. W latach 2011–2012 był partnerem i dyrektorem zarządzającym w oddziale Boston Consulting Group w Düsseldorfie. W okresie 2013–2016 pracował na dyrektorskim stanowisku w australijskiej firmie telekomunikacyjnej Telstra.
Od 2016 do 2021 był członkiem rady dyrektorów przedsiębiorstwa energetycznego E.ON, pełnił funkcję dyrektora operacyjnego. W 2021 objął stanowiska prezesa zarządu i dyrektora ds. zatrudnienia w Ceconomy oraz przewodniczącego rady dyrektorów w Media-Saturn-Holding.
W maju 2025 wstąpił do Unii Chrześcijańsko-Demokratycznej (CDU). W tym samym miesiącu z rekomendacji tej partii objął stanowisko ministra cyfryzacji i modernizacji państwa w nowo powołanym rządzie Friedricha Merza.